# Вангелау
Вангелау (нім. Wangelau) — громада в Німеччині, розташована в землі Шлезвіг-Гольштейн. Входить до складу району Герцогство Лауенбург. Складова частина об'єднання громад Лютау.
Площа — 6,52 км2. Населення становить 207 ос. (станом на 31 грудня 2020).